# 土耳其飯
土耳其飯（日语：トルコライス）是一種將義大利麵、日本咖哩、日式炸豬排及抓飯等盛在同一盤裡上桌的日本料理。關於菜名中「土耳其」三字的由來，存在有數種說法。

## 來源
此料理的初始來源已不可考，而在日本民間，最廣為流通的說法認為其是從1950年代的長崎開始發跡但也有數家餐廳主張自己是該料理的創始者。

### 名稱
關於土耳其飯的名稱典故，同樣流傳著多個版本的解釋，一種是因為料理中同時有源自歐洲的義大利麵和源自亞洲的咖哩、抓飯或炒飯，之後用日本的炸豬排覆蓋在上頭而成的東西合璧料理，而以地處東西交界、扮演歐亞橋樑和中間點的土耳其作為菜名。
另一種說法則稱，因為該餐點由3種類以上食材合成，就像三色旗一樣有多種花色，三色旗的日語与日語「土耳其」的發音相近，故以此稱之。
第三個版本指出，在1953年時有一間名為「土耳其」的餐館販售有此類型的餐點。而使此稱呼廣為流傳。
第四種說法表示，1958年長崎一家餐館——元船餐廳的老闆松原三代治，某天從一名身著華麗和服的女性身上獲得靈感、研發一份菜色豐富的新料理，因當時正是俗稱為「土耳其浴」的泡泡浴（一種性服務）在日本盛行的時代，便引用此作為新料理名稱。
第五種版本提到土耳其飯是改良自「土耳古飯」——明治時代一種將米飯放入雞湯或牛肉湯裡燉煮後、拿奶油來炒的料理。

## 與土耳其的關係
雖然本料理的名稱中帶有土耳其的字樣，但是菜名與土耳其這個國家之間並沒有明確淵源。此外，土耳其菜餚當中也不存在類似的料理，尤其是搭配於飯上的炸豬排，對於大部分信仰伊斯蘭教、不吃豬肉的土耳其人而言是禁忌，不可能當成盤中物。2013年5月，全日本司廚士協會的長崎縣本部組成訪問團、到土耳其參加國際美食交流活動。當日本團向主辦單位推薦這道料理時，土耳其當地的廚師協會便對日本人指出了其中的尷尬之處，一時成為網路討論話題。

## 文化
2010年長崎市開始將每年9月16日定為「土耳其飯日」，作為當地促銷土耳其飯的活動。選定該日是因為1890年9月16日、海軍戰艦「埃爾圖魯爾號」在和歌山縣外海遇難時，當地居民曾對船上的土耳其水兵予以救助，但後來由於土耳其駐日大使館以「9月16日是追悼之日」為由、對此表達非議，長崎當地政府才不再於當日舉辦活動。

## 其它類型
在大阪及神戶一帶也有同樣名為土耳其飯的料理，但不同於炸豬排、義大利麵搭配米飯的長崎版本。大阪有以雞肉飯包著煎蛋皮後，蓋上炸豬排和醬汁而成的組合，神戶方面則有把咖哩拌入炒飯後，再打上生雞蛋的吃法。
甚至有日本各店家將土耳其飯變化延伸出土耳其漢堡、奶油培根土耳其飯、長崎和牛牛排土耳其飯等。